# Camaleão malgaxe gigante
O camaleão malgaxe gigante (Furcifer oustaleti) é uma espécie muito grande de camaleão que é endémica de Madagáscar, mas também foi introduzida perto de Nairobi no Quénia (embora o seu estado atual não esteja claro).

## Habitat
F. oustaleti ocorre em uma ampla gama de habitats, mesmo entre a vegetação degradada dentro das aldeias, mas é relativamente raro na floresta primária.

## Descrição
Com um comprimento total máximo (incluindo cauda) de 68,5 cm, a F. oustaleti é considerada a maior espécie de camaleão, mas essa alegação é ocasionalmente contestada pelo camaleão Calumma parsonii, já que estes tendem a ser mais robustos, porém ligeiramente mais curtos em comprimento.

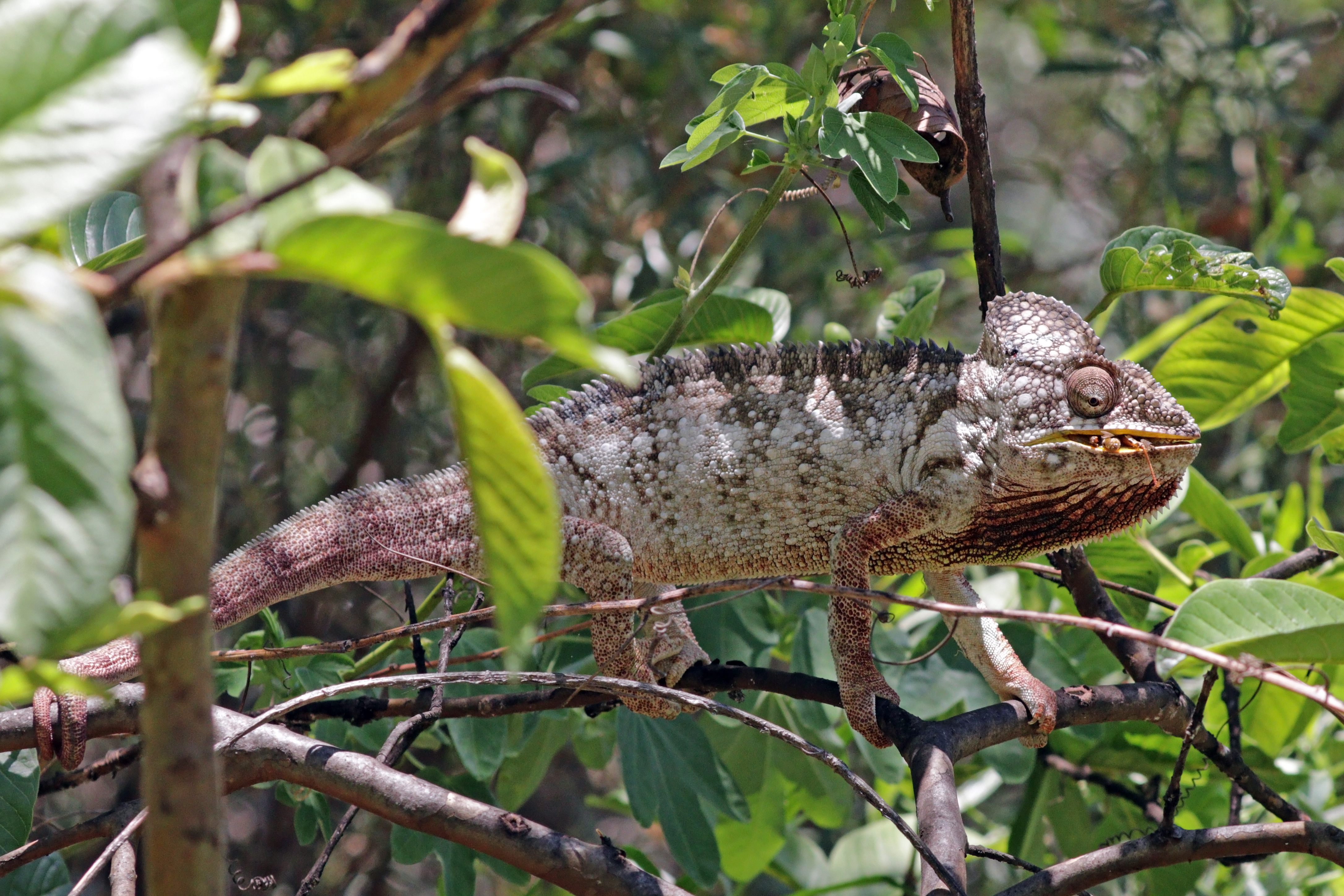
um macho, na Anja Community Reserve
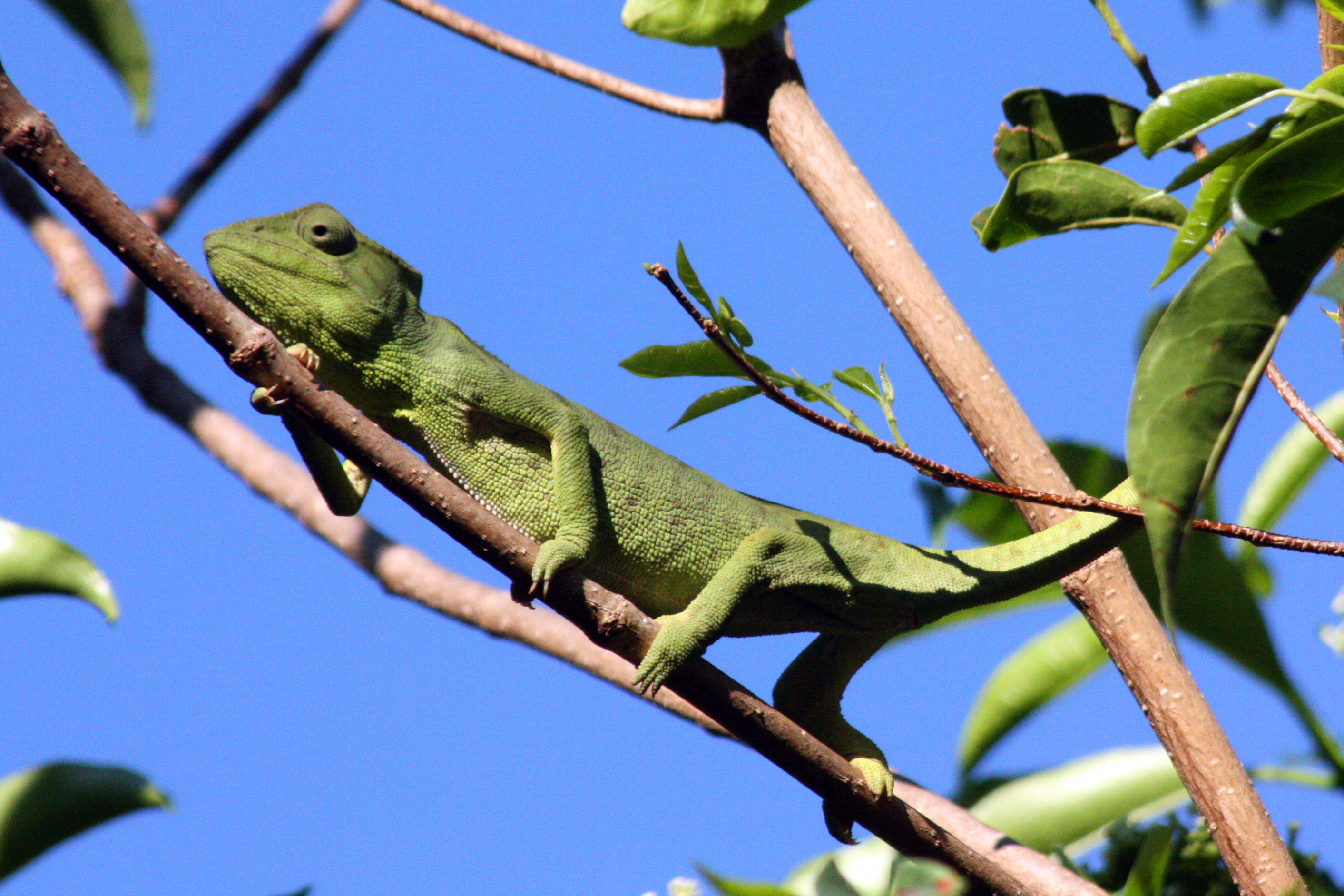
uma fêmea, na floresta de Anjajavy

## Dieta
A dieta da F. oustaleti inclui invertebrados, como insetos grandes. A presa é capturada com a sua língua longa e forte. 

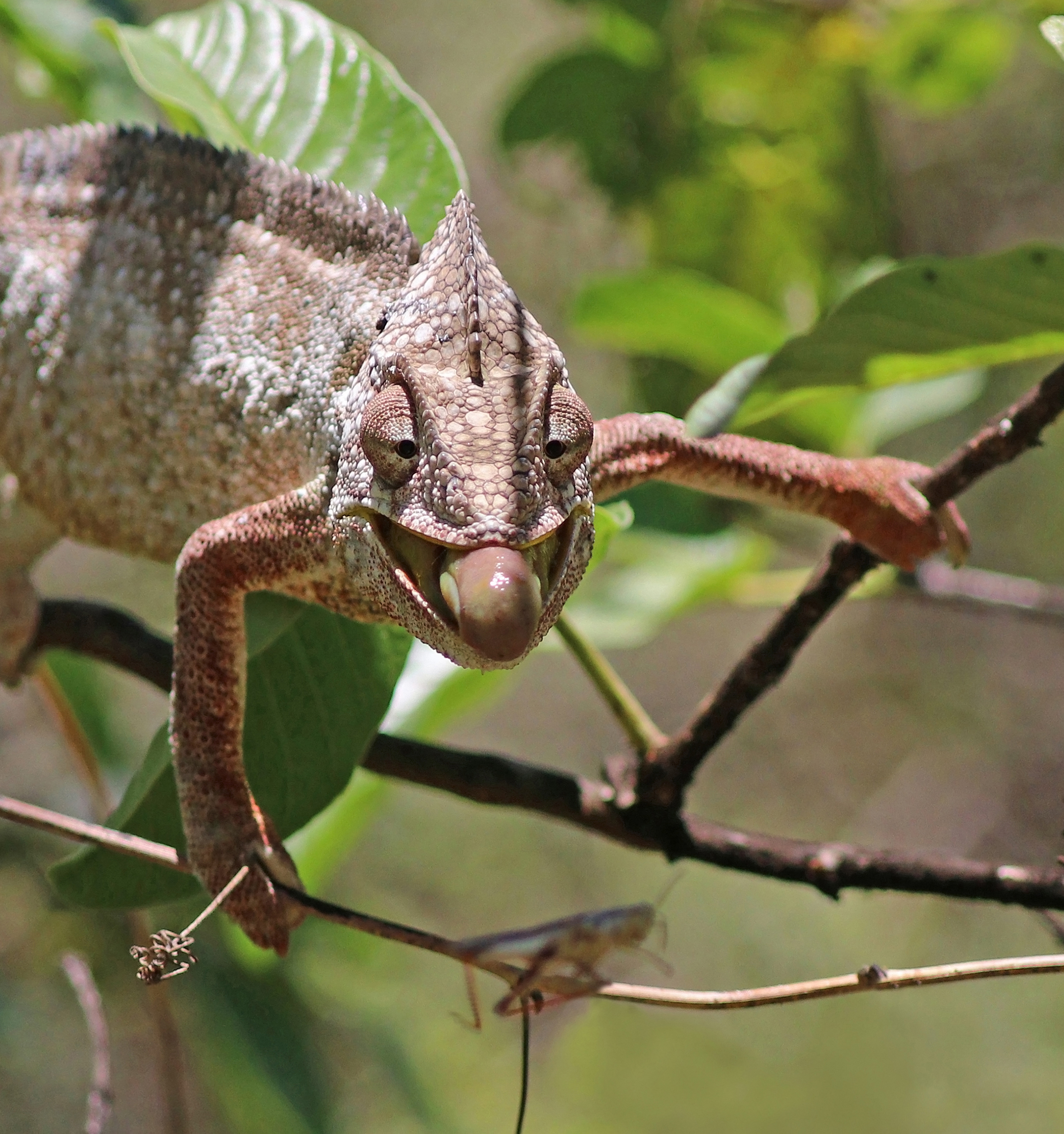
Macho capturando alimento, 1 de 4
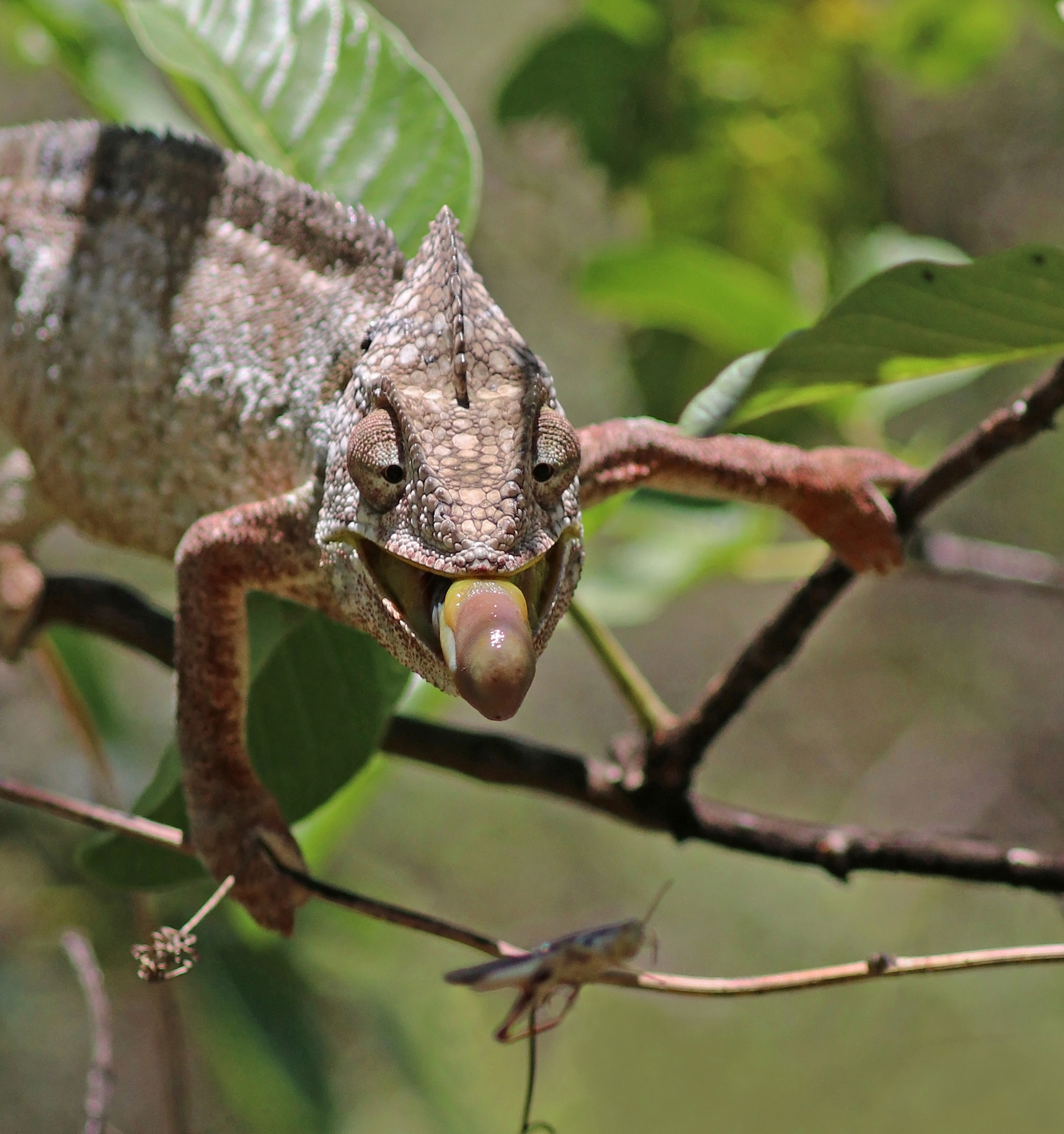
Macho capturando alimento, 2 de 4
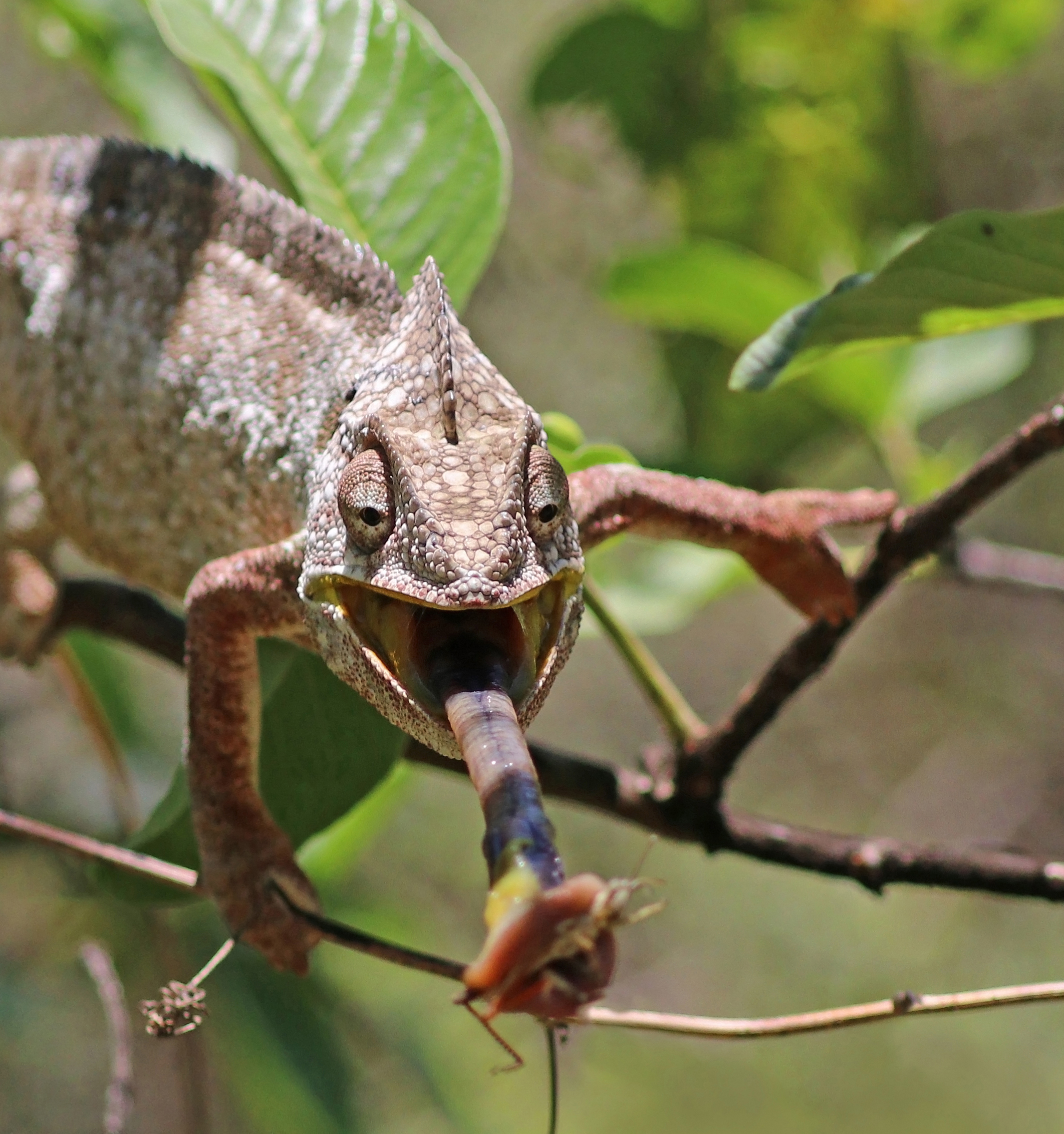
Macho capturando alimento, 3 de 4
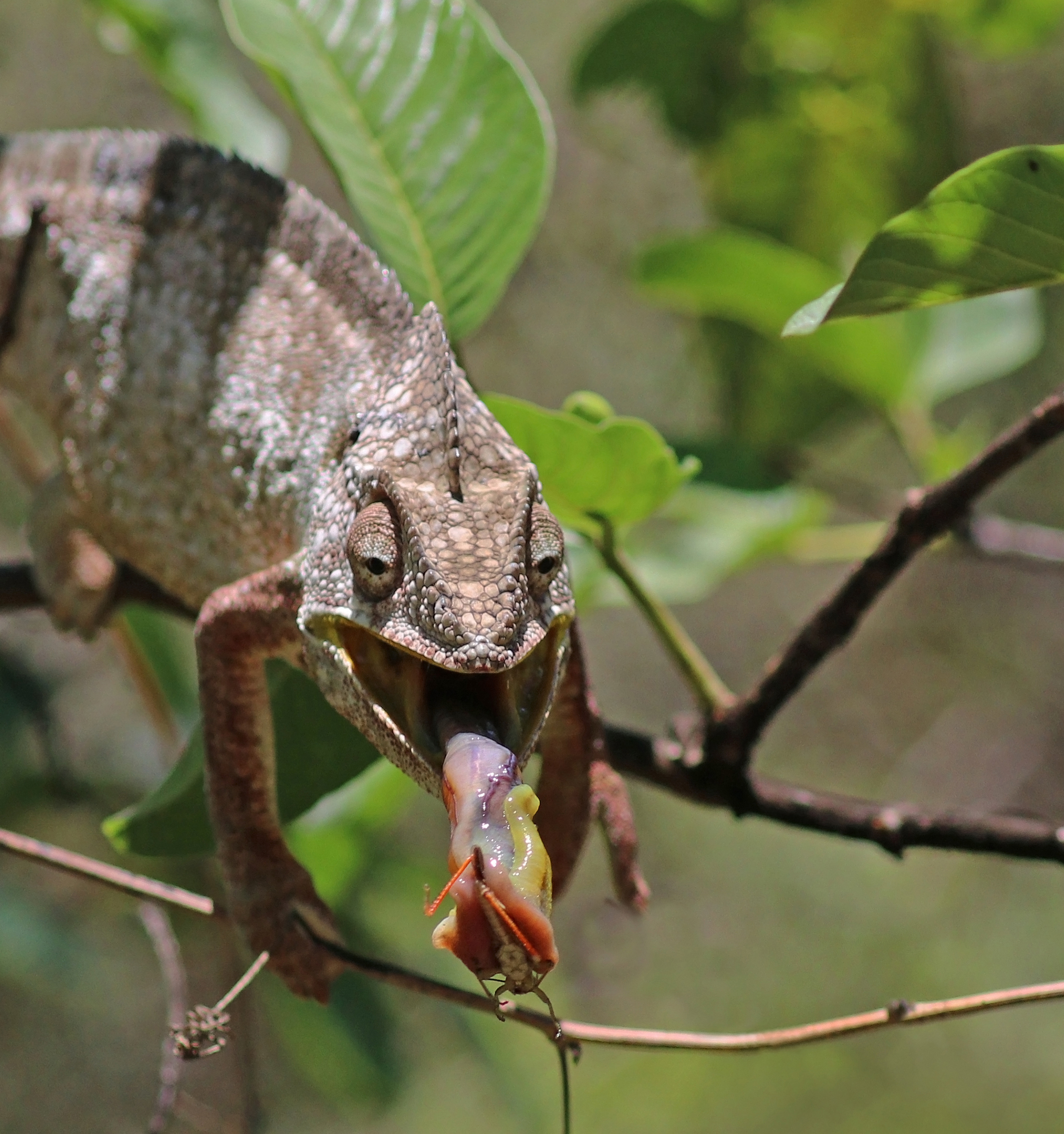
Macho capturando alimento, 4 de 4

## Etimologia
O gênero Furcifer , é derivado do latim furci que significa "bifurcado" e se refere à forma dos pés do animal.
O nome da espécie, oustaleti, é uma forma latinizada do sobrenome do biólogo francês Jean-Frédéric Émile Oustalet, em cuja honra a espécie é nomeada.